# ジョン・ゴウ
ジョン・ゴウ (John Gow、1698年 - 1725年6月11日没)またの名をジョン・スミスは、英国の海賊。

## 略歴

### 海賊となるまで
ジョン・ゴウはオークニー諸島で生まれ、船乗りとして軍艦や商船で働いていた。1724年6月、ゴウはフェルノー船長が指揮する砲20門のギャレー船ジョージ号に二等航海士兼砲手として乗り組み、ロッテルダムから出港した。ゴウは当初からこの船を乗っ取って海賊稼業に乗り出そうと企んでおり、軍艦時代の仲間と共謀してあらゆる工作をしていた。ところが別の乗組員にこの計画が発覚し、軍艦時代の仲間が下船させられてしまう。しかしフェルノー船長は強欲で意地が悪く、たいへん評判の悪い男であった。彼は乗組員にわずかな食事しか与えず、乗組員たちは彼に不満を募らせた。ゴウはこれを煽って乗組員と船長の溝を深めようと画策したが、フェルノーは謀反を企む者は容赦なく罰すると怒り、少しも態度を軟化させることはなかった。結局、一部の乗組員はフェルノーへの恨みから謀反を決意し、ゴウの計画に乗ることになった。
10月13日、積荷の運搬を終えたジョージ号はサンタクルスの港を出港した。血なまぐさい計画はその日の夜に実行された。手始めとして、ゴウの仲間たちはフェルノーに忠実な者たちの寝室に忍び込んでナイフで喉元を掻き切った。さらに甲板で見張りをしていたフェルノーを船外に投げ出そうと揉み合いになり、ゴウが彼の腹をピストルで撃ち抜いた。喉を切られた者たちもすぐには死なず、甲板に這い上がって来たが、ジェームズ・ウィリアムズという男がピストルで撃って止めを刺した。シュリヴァンという人物は死ぬ前に祈りを捧げさせてほしいと懇願したが、彼らは「うるせえ、今は祈りの時間なんかじゃねえ」と言い、即座に射殺してしまった。他の乗組員たちも船室で捕われ、悪党一味は一切の抵抗なく船の乗っ取りに成功した。船長に選ばれたゴウは全員を甲板に集め、「今後、貴様らが一緒になって何かを相談しているのを見つけたら、死んだ奴らと同じ目に遭うと思え」と言った。

### 海賊行為
一味は船をリヴェンジ号と改名して海賊稼業に乗り出した。11月18日、一味はセントビンセント島沖で最初の獲物を拿捕した。一味は乗組員を海賊船に移して物資を奪い、船を沈めた。さらに数日後、スコットランドのスノー船を拿捕し、これも物資を奪った上で沈めた。その後、ワインを奪おうとフランス船を追跡したが快速のために逃げられ、はるか沖に出てしまった。マデイラに向かった一味は碇泊している船を連行しようとしたが、不審に思われてこれも失敗した。
12月末、満足のいく成功を収めることができていなかった一味だが、フランス船ルイス・アンド・ジョゼフ号は荷を満載したよい獲物だった。この船からは積荷の大部分のほか、大砲5門、弾薬、小火器などを掠奪した。しかし翌日、接近したフランスの大型船に対する処遇で一味の中でいさかいが起きた。ゴウと乗組員の大部分は敵の方が有利であるから見逃そうと提案したが、副官のウィリアムズはこれを臆病だとして憤慨し、ゴウにピストルを向けた。すぐに取り押さえられたウィリアムズは船倉にぶち込まれ、数日後拿捕したトライアンヴィレート号の船長に彼を軍艦に引き渡すように命じて海賊船から追い出した。
ポルトガル沿岸から離脱しようと考えたゴウはオークニー諸島へ帰還することを決意した。一味は1725年1月末にオークニーに到着し、ここでまっとうな人間であるかのように振る舞ったが、一部の乗組員が脱走して当局に通報してしまったのである。これを知ったゴウは地元の令嬢に求婚までしていたが、逃亡する前にこの土地の屋敷などを掠奪してしまおうと考えた。ゴウは手下を武装させて保安官の家に押し入り、金目の物を奪って出港した。翌日、東へ向かった一味はカーフ島という小島に流れ着いた。ここにはめぼしい獲物はなかったが、甲板長が2人の若い娘をさらってきた。彼女らの母親は娘たちを連れて行かないでと泣いたが、甲板長は彼女をピストルで殴りつけた。彼女はこれが原因で翌日に死んでしまい、海賊船にさらわれた娘たちも非道この上ない扱いを受けたという。翌日、さらに東へ向かった一味はエダ島の裕福な家を襲おうと企んだが、カーフ島の岸に乗り上げてしまい、投降するほかなくなってしまった。

### 最期
一味はスコットランドから軍艦グレイハウンド号でイングランドまで移送され、マーシャルシー監獄で裁判を受けた。数日後には既に捕われていたウィリアムズも合流し、5月26日、一味は死刑判決を下された。6月11日、ワッピングの海賊処刑場にて刑が執行され、ゴウとウィリアムズの遺体は鎖に吊るされて晒し者となった。